# 180824 Kabos
A 180824 Kabos (ideiglenes elnevezésén 2005 GU8) a Naprendszer kisbolygóövében található aszteroida. Sárneczky Krisztián fedezte fel Piszkéstetőn 2005. április 2-án.
A kisbolygót Kabos Gyula (1887–1941) magyar színész, humorista után nevezték el.